# Колін Ренфрю
Ендрю Колін Ренфрю, барон Ренфрю з Каїмстгорна (25 липня 1937 , Stockton-on-Teesd, Дарем, Велика Британія  — 24 листопада 2024 , Кембридж ) — британський археолог, відомий своїми розробками методу радіовуглецевого датування, працями з археогенетики та зусиллями щодо захисту археологічних пам'яток від мародерства.

## Біографія
1962 року Ренфрю закінчив коледж Святого Джона в Кембриджі. Уже в 1961—1963 роках він працював як експерт з обсидіану в першій археологічній кампанії в Чатал-Гьоюк під керівництвом Джеймса Меллаарта . 1965 року захистив дисертацію про епоху неоліту на Кікладах.
1972 року Ренфрю став професором Саутгемптонського університету . 1973 року він опублікував високо поціновану працю « Перед цивілізацією: радіовуглецева революція та доісторична Європа», в якій висловив сумнів щодо припущення, що доісторичні культурні інновації виникли на Близькому Сході, а потім поширилися по всій Європі . 1983 року він став професором археології Діснея в Кембриджському університеті . Він обіймав цю посаду до виходу на пенсію в 2004 році. 1990 року він став директором Інституту Макдональда в Кембриджському університеті, що займається археологічними дослідженнями.
Ренфрю одружений з Джейн М. Евбанк з 1965 року і має трьох дітей.

## Членство
Колін Ренфрю був членом Комітету з давніх пам'яток в Англії (1974—1984), Комітету з питань пам'яток старовини та Консультативного комітету (HMBC) (1983—2002), Комісії з питань історичних споруд та пам'яток Англії (1983—1986), Науки та розмови Панель (HMBC) (1983—1986) та Королівської комісії з історичних пам'яток (Англія) (1976—1985). Був головою Археологічного комітету (RCHM) (1979—1983), членом Наукового археологічного комітету (SERC) (1979—1983) та довіреною особою Британського музею (1991—2001).

## Відзнаки
2003 року Ренфрю був удостоєний Європейської премії Латсіса, а 2004 року — Бальзанської премії. 2007 року він став почесним членом Російської академії наук . Він є співробітником Британської академії та дійсним членом Європейської академії . 1991 року він став пером як барон Ренфрю з Каїмстгорна та Гурлета в окрузі Ренфрю, 1996 року був обраний до Національної академії наук, а 2006 — до Американського філософського товариства .

## Розкопки
- Сітагроі (Греція)
- Філакопі (Греція)
- Квонтернесс на Оркнейських островах

## Праці
- The Emergence of Civilisation: the Cyclades and the Aegean in the Third Millennium BC. Methuen, London 1972; neu herausgegeben und mit einem Vorwort versehen von John Cherry, Bannerstone, Oakville, Conn. 2010 und Oxbow, Oxford 2010, ISBN 978-0-9774094-7-1.
- (ред.) The Explanation of Culture Change: Models in Prehistory. Konferenzband zur Konferenz an der Universität Sheffield. Duckworth, London 1973.
- Before Civilisation, the Radiocarbon Revolution and Prehistoric Europe. Penguin, London 1973.
- (ред.) British Prehistory, a New Outline. Noyes Press, Park Ridge, NJ. und Duckworth, London 1974. Eine Einführung für Studenten.
- Problems in European Prehistory. Edinburgh University Press, Edinburgh 1979, ISBN 0-85224-355-3. Eine Sammlung von 18 Beiträgen.
- (з Kenneth Cooke) Transformations: Mathematical Approaches to Culture Change. Academic Press, New York 1979, ISBN 0-12-586050-1.
- mit Judson T. Chesterman u. a.: Investigations in Orkney. Research Reports of the Society of Antiquaries of London. Band 38, London 1979.
- (з J. Malcolm Wagstaff) An Island Polity: the Archaeology of Exploitation in Melos. Cambridge University Press, Cambridge 1982, ISBN 0-521-23785-8.
- (з Stephen Shennan) Ranking, Resource and Exchange. Cambridge University Press, Cambridge 1981, ISBN 0-521-24282-7.
- (з Michael J. Rowlands und Barbara Abbott Segraves) Theory and Explanation in Archaeology. The Southampton Conference. Academic Press, New York 1982, ISBN 0-12-586960-6.
- Approaches to Social Archaeology. Edinburgh University Press & Harvard University Press 1984, ISBN 0-674-04165-8.
- The Archaeology of Cult. The Sanctuary at Phylakopi. British School at Athens, London 1985, ISBN 0-500-96021-6
- (з Marija Gimbutas та Ernestine S. Elster), Excavations at Sitagroi: A Prehistoric Village in North East Greece. Band 1. Los Angeles 1985, ISBN 0-917956-51-6.
- (разом з John F. Cherry) Peer Polity Interaction and Socio-Political Change. Cambridge University Press, Cambridge 1986, ISBN 0-521-11222-2.
- Archaeology and Language: The Puzzle of the Indo-European Origins, Cape, London 1987, ISBN 0-224-02495-7.
- mit Paul Bahn, Archaeology: Theories, Methods and Practice. Thames and Hudson, London 1993, ISBN 0-500-27867-9.
- (з Ezra B. W. Zubrow) The Ancient Mind: Elements of Cognitive Archaeology. Cambridge University Press, Cambridge 1994, ISBN 0-521-45620-7.
- (з Chris Scarre) Cognition and Material Culture: the Archaeology of Symbolic StorageCognition and material culture, Sammlung von Beiträgen für eine Konferenz am McDonald Institute for Archaeological Research in Cambridge im September 1996 The Archaeology of External Symbolic Storage: the Dialectic between Artefact and Cognition: the archaeology of symbolic storage. McDonald Institute for Archaeological Research, Cambridge 1998, ISBN 0-9519420-6-9.
- (з David Nettle) Nostratic: Examining a Linguistic Macrofamily. McDonald Institute for Archaeological Research, Cambridge 1999, ISBN 1-902937-00-7.
- Loot, Legitimacy and Ownership, the Ethical Crisis in Archaeology. Duckworth, London 2000, ISBN 0-7156-3034-2.
- (з Katie Boyle) Archaeogenetics: DNA and the population prehistory of Europe. McDonald Institute for Archaeological Research, Cambridge 2000, ISBN 1-902937-08-2.
- (з April McMahon und Larry Trask) Time Depth in Historical Linguistics. McDonald Institute for Archaeological Research, Cambridge 2001, ISBN 1-902937-06-6.
- Excavations at Phylakopi in Melos 1974–77. The British School at Athens, Supplementary Volume 42, London 2007, ISBN 978-0-904887-54-9.
- mit Paul Bahn: Archeology Essentials. Theories, Methods, and Practice. Thames & Hudson, London 2007, ISBN 0-500-28637-X.
- (з Christos Doumas, Lila Marangou, Giorgos Gavalas) Keros, Dhaskalio Kavos — the investigations of 1987–88. McDonald Institute for Archaeological Research, University of Cambridge, 2007, ISBN 978-1-902937-43-4